# Secondo periodo di vacanza dello statolderato

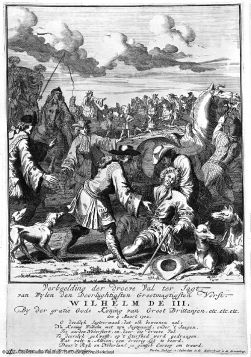
L'incidente di Guglielmo III

Il secondo periodo di vacanza dello statolderato (in olandese Tweede Stadhouderloze Tijdperk) è il periodo nella storia della Repubblica delle Sette Province Unite compreso tra la morte di Guglielmo III (1702) e l'insediamento del primo statolder ereditario Guglielmo IV di Orange-Nassau (1748), nel quale l'ufficio dello Statolder è mancato nelle province della repubblica. Le province di Frisia, Groninga, Gheldria e il paese di Drenthe, ebbero un periodo di vacanza più ridotto.

## Storia
In seguito alla improvvisa morte di Guglielmo III avvenuta nel 1702 senza lasciare eredi, Olanda, Zelanda, Utrecht, Overijssel, Gheldria e Drenthe si trovarono senza uno statolder. Il Gran Pensionario d'Olanda, Anthonie Heinsius diventò, di fatto, il capo di stato della Repubblica.
Durante questo periodo la Repubblica vide affievolirsi il proprio status di grande potenza, perdendo contestualmente il controllo dei commerci mondiali. I contraccolpi sull'economia furono evidenti attraverso una deindustrializzazione e una deurbanizzazione che colpì soprattutto le zone costiere.
In Frisia e Groninga, la morte di Giovanni Guglielmo Friso d'Orange avvenuta il 14 luglio 1711 portò a una situazione di vacanza simile quella era in corso nelle altre province. Nella Frisia questa durò solo 48 giorni, terminando con la nascita di Gulielmo IV, figlio di Giovanni Guglielmo Friso, avvenuta il 1º settembre. Guglielmo IV divenne governatore nominato sotto la tutela della madre, Maria Luisa d'Assia-Kassel che divenne, di fatto reggente fino al 1731. La provincia di Groninga attese fino al 1718 per riconoscere Guglielmo IV come statolder e sua madre quale reggente.
A seguire, nel 1722, Gheldria e Drenthe, già sotto lo statolderato di Guglielmo III, vollero Guglielmo IV come statolder, accettandone la reggenza della madre, aprendo così la strada allo statolder unico. Nel 1731 Maria Luisa d'Assia-Kassel lascia al figlio, oramai ventenne, i pieni poteri di statolder. Nel 1734 Guglielmo si sposa con Anna di Hannover, figlia del re di Gran Bretagna, Giorgio II.
A seguito dell'invasione francese del Brabante degli Stati e della Fiandra degli Stati, avvenuta nel 1747 nel contesto dell'invasione dei confinanti Paesi Bassi austriaci nella guerra di successione austriaca, Guglielmo IV venne nominato erfstadhouder, ovvero statolder ereditario di tutte le province. Una sconfitta per i repubblicani che si trovavano a capo di tutte le province un personaggio con tutte le caratteristiche di un sovrano. L'ultima provincia a ratificare lo statolderato ereditario fu l'Overijssel nel febbraio 1748.